# Орден Заслуг (Венгрия)
Венгерский орден Заслуг (венг. Magyar Érdemrend) — государственная награда первоначально Венгерского королевства в 1922—1944 годах, а затем Венгерской Республики с 1991 года за воинские и государственные заслуги. В 1991—2011 годах назывался Орден за Заслуги перед Венгерской Республикой (венг. Magyar Köztársasági Érdemrend).

## История

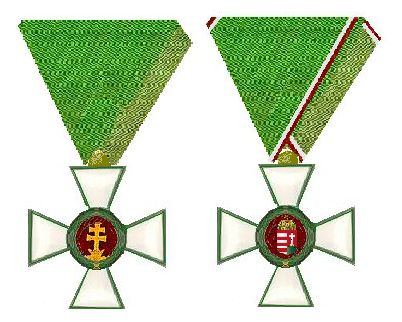
Для сравнения: знаки Рыцарской степени за гражданские заслуги 1945 и 1991 годов

Орден был учреждён 14 июня 1922 года адмиралом Миклошем Хорти, регентом Венгерского королевства.
В 1939 году как высшая степень ордена был добавлен Большой крест со Святой Венгерской Короной.
После прихода в 1946 году к власти коммунистов орден был сохранён в наградной системе государства с названием Орден Заслуг Венгерской Республики, но после изменения Конституции в 1949 году, и с введением нового названия государства: «Венгерская Народная Республика», были изменены название ордена, статут и его дизайн.
В 1991 году орден был восстановлен в прежнем статуте, с незначительным изменением первоначального дизайна. До 2011 года имел статус высшей государственной награды, однако утратил этот статус, с передачей главой дома Габсбургов Венгерской Республике прав на династический Королевский орден Святого Стефана, который стал высшей наградой государства под названием Венгерского ордена Святого Стефана.

## с1922по1946 год

### Боевые военные
- Большой крест со Святой Венгерской короной и мечами
- Большой крест с мечами
- Командорский крест со звездой и мечами
- Командорский крест с мечами
- Офицерский крест с мечами
- Рыцарский крест с мечами
- Большая золотая медаль с короной и мечами
- Большая золотая медаль с короной
- Серебряная медаль с короной и мечами
- Серебряная медаль с короной
- Бронзовая медаль с короной и мечами
- Бронзовая медаль с короной

### Военные в мирное время
- Большой крест с короной
- Большой крест
- Командорский крест со звездой
- Командорский крест
- Офицерский крест
- Рыцарский крест
- Большая золотая медаль с короной
- Золотая медаль с короной
- Серебряная медаль с короной
- Бронзовая медаль с короной

### Гражданские
- Большой крест с короной
- Большой крест
- Командорский крест со звездой
- Командорский крест
- Офицерский крест
- Рыцарский крест
- Большая золотая медаль с короной
- Золотая медаль с короной
- Серебряная медаль с короной
- Бронзовая медаль с короной
- Золотой крест
- Серебряный крест
- Бронзовый крест
- Серебряная медаль
- Бронзовая медаль

## с1946по1949 год
- Большой крест с цепью
- Большой крест
- Командорский крест со звездой
- Командорский крест
- Офицерский крест
- Рыцарский крест
- Золотой крест
- Серебряный крест
- Бронзовый крест

## с1949по1953 год

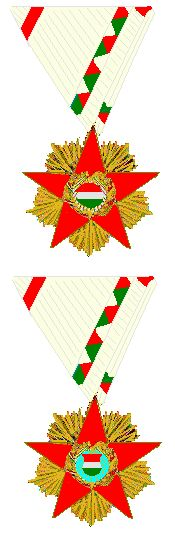

- Первого класса
- Второго класса
- Третьего класса
- Четвёртого класса
- Пятого класса
- Золотая медаль
- Серебряная медаль
- Бронзовая медаль

## с1953 года
- в 1953–1957 годах
- с 1957 года

## Описание

### Большой крест со Святой Венгерской короной
Знак ордена представляет собой золотой прямой равноконечный крест с расширяющимися концами, покрытый белой эмалью. По краям креста — узкий выпуклый рант, покрытый эмалью зелёного цвета. В центре креста — круглый медальон каймой в виде лаврового венка зелёной эмали. В медальоне на красной эмали на трёх холмах зелёной эмали - выходящий из золотой короны золотой двойной крест. Знак при помощи переходного звена в виде золотой короны святого Стефана крепится к орденской цепи либо орденской ленте.
Звезда серебряная восьмиконечная, с лучами, покрытыми бриллиантовой огранкой. На звезду наложен знак ордена с золотыми сияющими штралами между перекладин. Круглый медальон коронован золотым изображением короны святого Стефана.
Орденская цепь золотая, представляет собой чередующиеся звенья, соединённые между собой двойными цепочками в виде корон святого Стефана и овальных звеньев в лавровом венке, выходящий из короны золотой двойной крест на трёх холмах.
В случае вручения ордена за военные заслуги добавляются два скрещенных меча, размещаемых диагонально за знаком.
Лента ордена:
- за гражданские заслуги — тёмного зелёного цвета с белой и красной полосками по краям
- за военные заслуги — красного цвета с белой и зелёной полосками по краям.

Цепь ордена Большого Креста со Святой Венгерской Короной
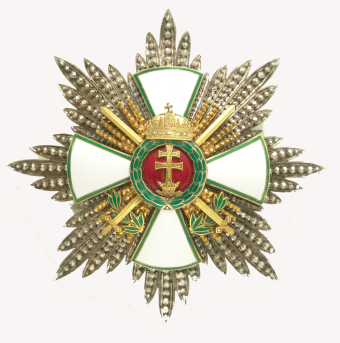
Звезда Большого Креста со Святой Венгерской Короной (за военные заслуги)
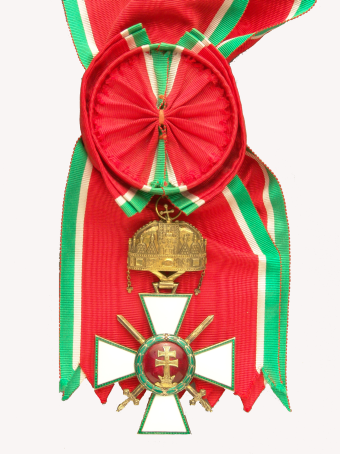
Большой Крест со Святой Венгерской Короной (за военные заслуги)
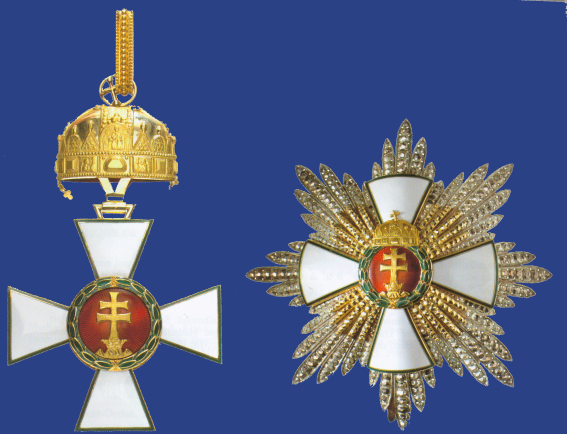
Знак и звезда Большого Креста со Святой Венгерской Короной (за гражданские заслуги)

### Большой крест

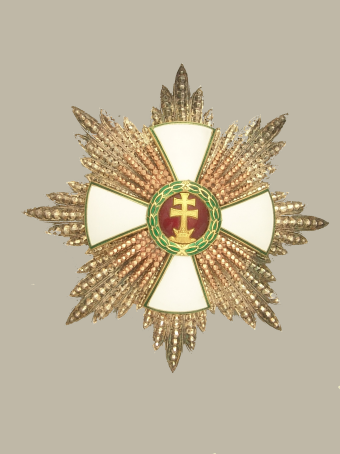
Звезда Большого Креста (за гражданские заслуги)
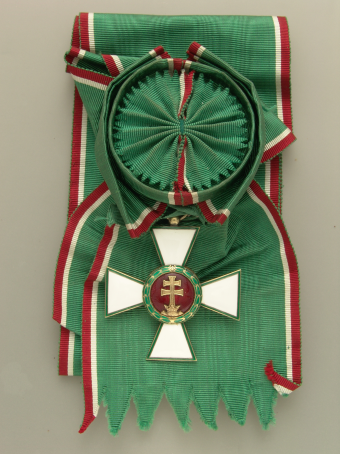
Большой крест (за гражданские заслуги)

## с1991 года
Орден подразделяется на два дивизиона: за гражданские заслуги и за военные заслуги. Отличием дивизионов является различие цвета окантовки крестов ордена и орденская лента:
- за гражданские заслуги — лента тёмного зелёного цвета с белой и красной полосками по краям
- за военные заслуги — лента красного цвета с белой и зелёной полосками по краям.

|             | Орденская цепь со знаком Большого креста | Большой крест | Командорский крест со звездой | Командорский крест | Офицерский крест | Кавалерский крест | Золотой крест Заслуги | Серебряный крест Заслуги | Бронзовый крест Заслуги |
| гражданский |                                          |               |                               |                    |                  |                   |                       |                          |                         |
| военный     |                                          |               |                               |                    |                  |                   |                       |                          |                         |

## Инсигнии
| Гражданский класс                        | Гражданский класс            | Гражданский класс            | Гражданский класс |
| ---------------------------------------- | ---------------------------- | ---------------------------- | ----------------- |
| Орденская цепь со знаком Большого креста |                              |                              |                   |
| Орденская цепь                           | Звезда                       | Украшение треугольной лентой |                   |
| Большой крест                            |                              |                              |                   |
| Чрезплечная лента                        | Звезда                       | Украшение треугольной лентой |                   |
| Командорский крест со звездой            |                              |                              |                   |
| Шейная лента                             | Звезда                       | Украшение треугольной лентой |                   |
| Командорский крест                       |                              |                              |                   |
| Шейная лента                             | Украшение треугольной лентой | Украшение треугольной лентой |                   |
| Офицерский крест                         |                              |                              |                   |
| Крест                                    |                              |                              |                   |
| Кавалерский крест                        |                              |                              |                   |
| Крест                                    |                              |                              |                   |

| Военный класс                 | Военный класс                | Военный класс                | Военный класс |
| ----------------------------- | ---------------------------- | ---------------------------- | ------------- |
| Большой крест                 |                              |                              |               |
| Чрезплечная лента             | Звезда                       | Украшение треугольной лентой |               |
| Командорский крест со звездой |                              |                              |               |
| Шейная лента                  | Звезда                       | Украшение треугольной лентой |               |
| Командорский крест            |                              |                              |               |
| Шейная лента                  | Украшение треугольной лентой | Украшение треугольной лентой |               |
| Офицерский крест              |                              |                              |               |
| Крест                         |                              |                              |               |
| Кавалерский крест             |                              |                              |               |
| Крест                         |                              |                              |               |